# Danté Exum
Danté Liman Exum (Melbourne, Victoria, 13 de julio de 1995) es un jugador de baloncesto australiano que forma parte de la plantilla de los Dallas Mavericks de la NBA. Con 1,96 metros de altura, juega en la posición de base. Fue considerado como una de las mejores promesas del Draft de la NBA de 2014.

## Trayectoria deportiva

### Primeros años
Exum jugó para la Asociación de Baloncesto de Keilor (Keilor Basketball Association) como júnior y asistió a la escuela secundario Lake Ginninderra Secondary College en Canberra, donde, junto con, también estudió en el Instituto Australiano del Deporte (Australian Institute of Sport). 
En abril de 2013, Exum participó en el Nike Hoop Summit de 2013 para el equipo de la Selección Mundial donde registro 16 puntos, 3 rebotes y 2 asistencias en la victoria 112-98 sobre la Selección Juvenil de USA. en octubre de 2013, se graduó en Lake Ginninderra y tenía la opción de inscribirse en la universidad y jugar al baloncesto universitario en la temporada 2013-14, pero decidió no hacerlo.
Exum compitió en el Campeonato Nacional de Escuela Secundaria de Baloncesto de Australia celebrado entre diciembre de 2013 y enero de 2014, pasando a liderar a su equipo al título final.
El 28 de enero de 2014, se anunció que Exum firmó con los agentes de Landmark Sports y se declaró elegible para el Draft de la NBA de 2014.

### Profesional

#### Utah Jazz

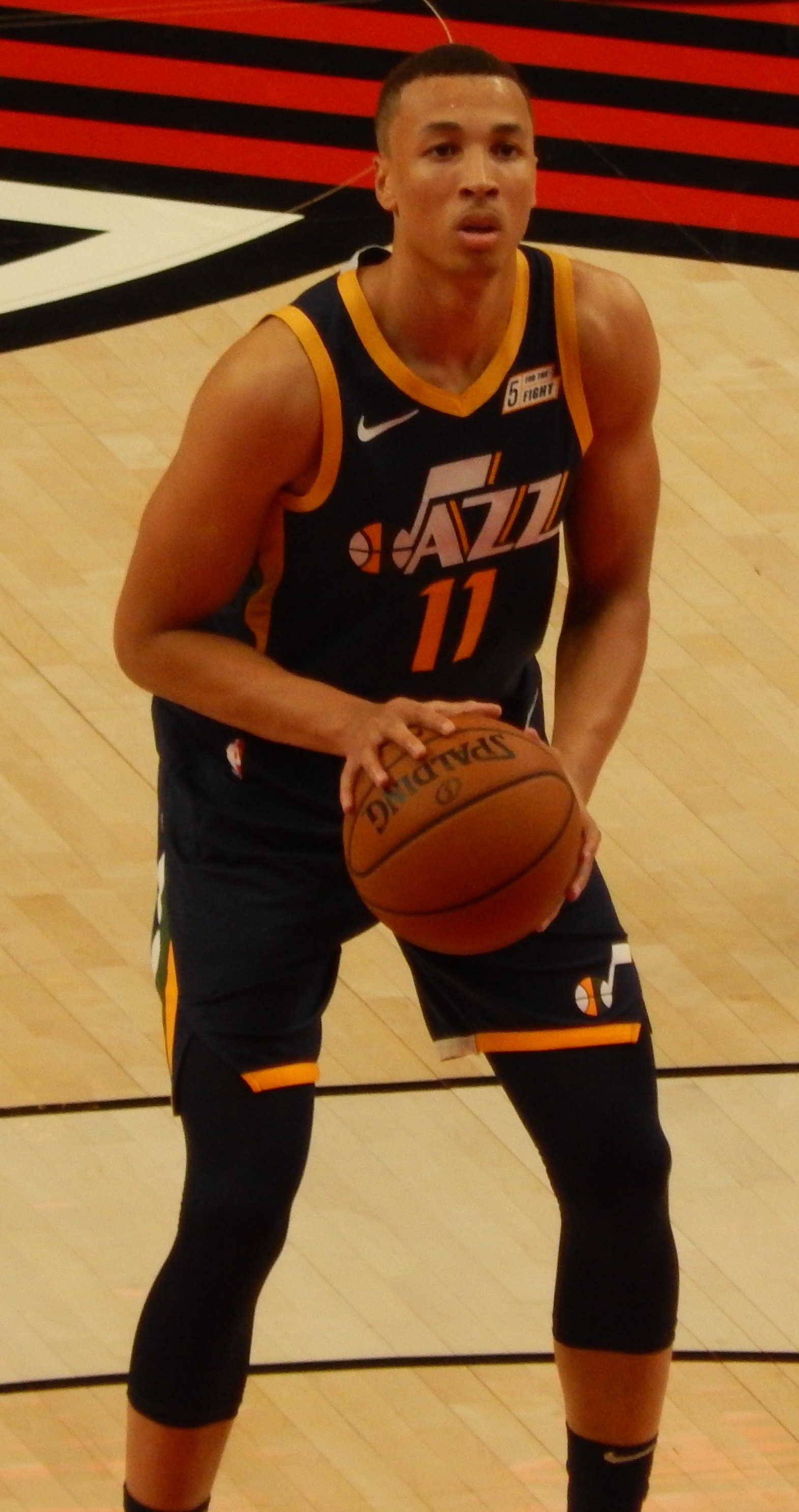
Dante Exum con Utah Jazz en 2018.

El 26 de junio de 2014, Exum fue seleccionado en la quinta posición del Draft de la NBA de 2014 por los Utah Jazz. El 11 de julio de 2014, firmó con los Jazz y se unió a ellos para disputar la NBA Summer League 2014.

#### Cleveland Cavaliers
Tras 4 años en Salt Lake City, el 23 de diciembre de 2019, es traspasado a Cleveland Cavaliers a cambio de Jordan Clarkson.

#### Houston Rockets
Después de temporada y media en Cleveland, el 13 de enero de 2021, es traspasado a Houston Rockets en un acuerdo que involucra a cuatro equipos.
El 17 de septiembre de 2021, renueva con los Rockets, pero fue cortado pocos días antes del comienzo de la temporada.

#### FC Barcelona
El 7 de diciembre de 2021, firma por el Fútbol Club Barcelona de la Liga Endesa por 3 meses. Su debut con el Barça se produjo apenas 2 días después, debutando en "El Clásico" frente al Real Madrid, en un partido de Euroliga, que acabó con victoria del Barcelona. En febrero de 2022, consiguió su primer título profesional al conquistar la Copa del Rey tras vencer en la final al Real Madrid, donde Exum partió en el cinco inicial.
Su buena aportación al equipo unido a la baja por lesión de Cory Higgins hicieron que fuera renovado hasta final de temporada. Su primer partido tras la renovación fue en la Ronda 28 de la Euroliga frente al AS Mónaco, consiguiendo 23 puntos y 31 de valoración, siendo topes personales en la competición, que le valieron para ser elegido MVP de la jornada. El 10 de abril de 2022, fue el jugador más valorado de su equipo, con 24 puntos de valoración, en la victoria en la Liga ACB frente al Real Madrid por 108-97. El FC Barcelona llegó a la final ACB, donde Exum fue descartado en los dos primeros partidos en lugar de Nigel Hayes. Disputó el tercer y cuarto encuentro, pero el Barça cedió en la final ante el Real Madrid por un global de 3-1.

#### Partizan de Belgrado
El 10 de julio de 2022, se hizo oficial su incorporación al Partizan de Belgrado, equipo con el que conquistó la ABA Liga, siendo incluido en el quinteto ideal del campeonato.

#### Dallas Mavericks
El 1 de julio de 2023 confirmó su regreso a la NBA al firmar un contrato garantizado con los Dallas Mavericks por una temporada y el salario mínimo.
En octubre de 2024, durante la pretemporada, sufrió una grave lesión en la muñeca derecha que podría requerir cirugía.

### Selección nacional
Disputó con los equipos júnior de Australia el Campeonato Mundial de Baloncesto Sub-17 de 2012 y el Campeonato Mundial de Baloncesto Sub-19 de 2013. En este último, promedió 18,2 puntos y 3,8 asistencias en nueve partidos, siendo nombrado en el Mejor Quinteto del Torneo. Ese año también fue seleccionado en el equipo del Campeonato FIBA Oceanía Boomers de 2013 donde jugó en los partidos contra Nueva Zelanda.
En 2014, disputó con la selección de Australia el Mundial de 2014, celebrado en España, terminando en decimosegunda posición.
En verano de 2021, fue parte de la selección absoluta australiana que participó en los Juegos Olímpicos de Tokio 2020, que ganó la medalla de bronce.
Durante agosto y septiembre de 2023 fue integrante de la selección de Australia que participó en el Mundial de 2023 celebrado en Asia, y que finalizó en décimo lugar.
Entre julio y agosto de 2024 fue parte de la selección absoluta de Australia, que disputó los Juegos Olímpicos de París, finalizando en sexta posición.

## Estadísticas de su carrera en la NBA

### Temporada regular
| Año     | Equipo    | PJ  | PT  | MPP  | %TC  | %3P  | %TL   | RPP | APP | ROB | TPP | PPP |
| ------- | --------- | --- | --- | ---- | ---- | ---- | ----- | --- | --- | --- | --- | --- |
| 2014-15 | Utah      | 82  | 41  | 22.2 | .349 | .314 | .625  | 1.6 | 2.4 | .5  | .2  | 4.8 |
| 2016-17 | Utah      | 66  | 26  | 18.6 | .427 | .295 | .795  | 2.0 | 1.7 | .3  | .2  | 6.2 |
| 2017-18 | Utah      | 14  | 0   | 16.8 | .483 | .278 | .806  | 1.9 | 3.1 | .6  | .2  | 8.1 |
| 2018-19 | Utah      | 42  | 1   | 15.8 | .419 | .290 | .791  | 1.6 | 2.6 | .3  | .1  | 6.9 |
| 2019-20 | Utah      | 11  | 0   | 7.5  | .435 | .333 | 1.000 | 1.1 | .6  | .1  | .2  | 2.2 |
| 2019-20 | Cleveland | 24  | 1   | 16.8 | .479 | .351 | .732  | 2.3 | 1.4 | .5  | .3  | 5.6 |
| 2020-21 | Cleveland | 6   | 3   | 19.4 | .385 | .182 | .500  | 2.8 | 2.2 | .7  | .3  | 3.8 |
| 2023-24 | Dallas    | 55  | 17  | 19.8 | .533 | .491 | .779  | 2.7 | 2.9 | .4  | .1  | 7.8 |
| 2024-25 | Dallas    | 18  | 12  | 19.1 | .480 | .447 | .742  | 1.7 | 2.8 | .7  | .2  | 9.1 |
| Total   | Total     | 318 | 101 | 18.8 | .435 | .343 | .765  | 1.9 | 2.3 | .4  | .2  | 6.2 |

### Playoffs
| Año   | Equipo | PJ | PT | MPP  | %TC  | %3P  | %TL   | RPP | APP | ROB | TPP | PPP |
| ----- | ------ | -- | -- | ---- | ---- | ---- | ----- | --- | --- | --- | --- | --- |
| 2017  | Utah   | 7  | 0  | 12.0 | .407 | .333 | 1.000 | .9  | 1.3 | .7  | .0  | 4.6 |
| 2018  | Utah   | 10 | 0  | 11.4 | .488 | .286 | .750  | 1.4 | 1.0 | .1  | .1  | 5.1 |
| 2024  | Dallas | 21 | 0  | 6.9  | .364 | .350 | .667  | .8  | .6  | .1  | .0  | 2.0 |
| Total | Total  | 38 | 0  | 9.0  | .420 | .333 | .792  | 1.0 | .8  | .2  | .1  | 3.3 |

## Vida personal
Exum nació en el suburbio del este de Melbourne, de padres estadounidenses. Su padre, Cecil, jugó baloncesto universitario en la Universidad de Carolina del Norte y ganó un campeonato de la NCAA en 1982, un equipo que por cierto contó con Michael Jordan y James Worthy. Su madre también asistió a Carolina del Norte. Cecil fue seleccionado en 1984 por los Denver Nuggets de la NBA, y más tarde se instaló en Australia, donde jugó en la Liga Nacional de Baloncesto (National Basketball League) para los North Melbourne Giants, los Melbourne Tigers y  los Geelong Supercats.

## Logros y reconocimientos

### Clubes
- Copa del Rey (1): 2022
- ABA Liga (1): 2023

### Individual
- Quinteto Ideal de la ABA Liga (1): 2023